# Serge Van Overtveldt
Serge Van Overtveldt (Elsene, 27 april 1959) is een voormalig Belgisch politicus van MR.

## Levensloop
Van Overtveldt werd van beroep bestuurder van vennootschappen. Hij begon zijn politieke carrière als gemeenteraadslid van Waterloo, een mandaat dat hij van 1989 tot 2012 uitoefende. Van 1989 tot 2006 was hij er schepen en van 1999 tot 2004 waarnemend burgemeester. De titelvoerende burgemeester, Serge Kubla, was toen minister in de Waalse Regering. In 2004 beëindigde Van Overtveldt zijn mandaat van waarnemend burgemeester omdat Kubla geen ministerpost kreeg in de nieuwe Waalse Regering.
Daarnaast was hij van 2000 tot 2004 lid van de Kamer van volksvertegenwoordigers ter vervanging van toenmalig minister in de Waalse Regering Charles Michel. In de Kamer hield hij zich voornamelijk bezig met het bedrijfsleven, het wetenschapsbeleid, het onderwijs, nationale wetenschappelijke en culturele instellingen, de middenstand, de landbouw, justitie, het verkeer, de infrastructuur en overheidsbedrijven.